# Biel (Wola Rębkowska)
Biel – część wsi Wola Rębkowska w Polsce położona w województwie mazowieckim, w powiecie garwolińskim, w gminie Garwolin.
Biel należy do rzymskokatolickiej parafii Matki Boskiej Częstochowskiej w Garwolinie.
W latach 1975–1998 Biel administracyjnie należał do województwa siedleckiego.